# General Motors South Africa

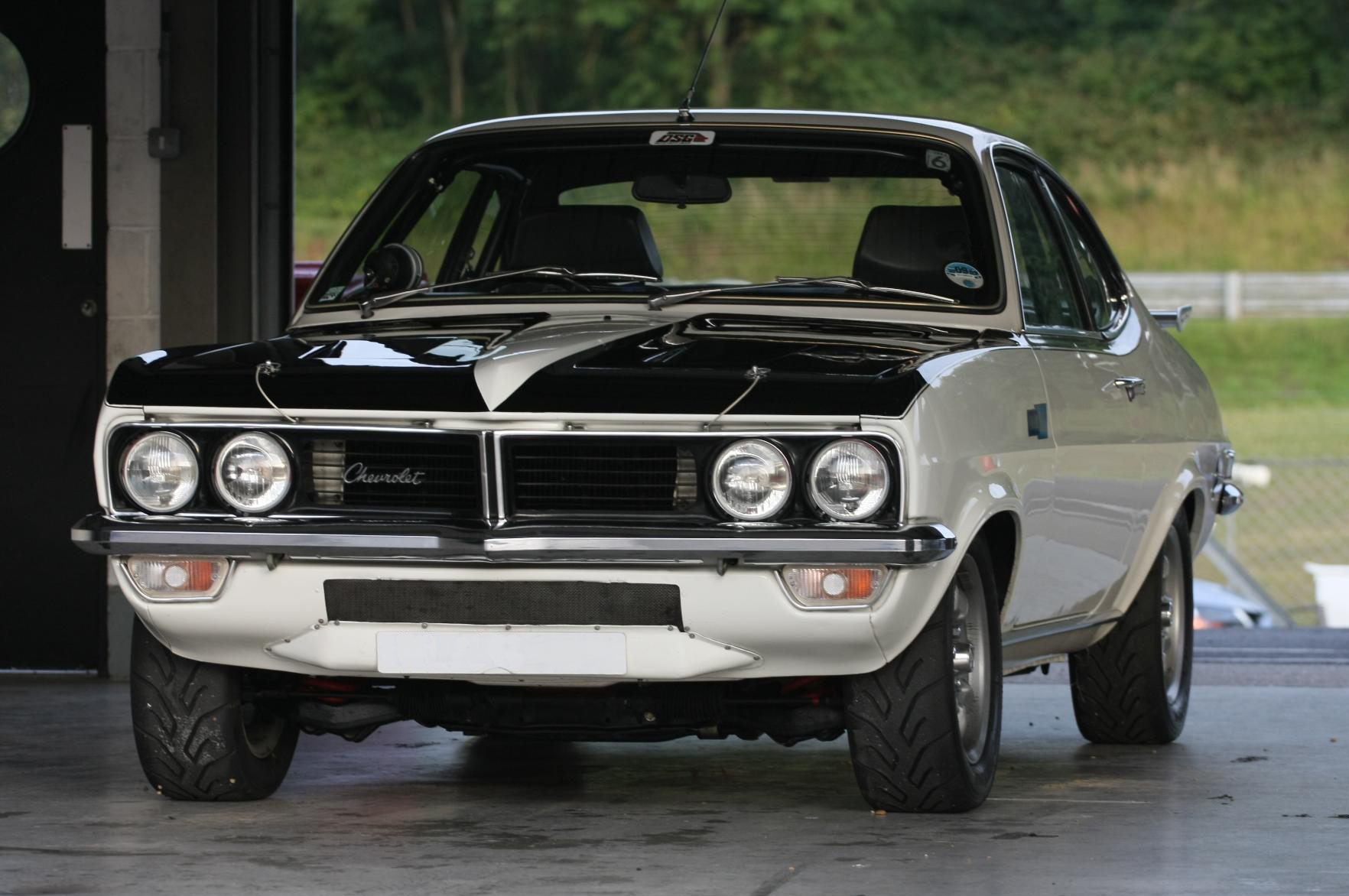
Chevrolet Firenza CanAm aus Südafrika

General Motors South Africa (Pty) Ltd (kurz GMSA) ist ein Automobilhersteller mit Sitz in Gqeberha, Südafrika und eine Tochtergesellschaft von General Motors.

## Geschichte
Chevrolet-Modelle wurden vom neu gegründeten Unternehmen General Motors South Africa bereits seit 1913 in Südafrika verkauft. Im Jahr 1926 begann General Motors mit der einheimischen Montage von Automobilen.
Seit 1950 stellte GMSA auch Kühlschränke her. 1965 eröffnete GMSA ein Motorenwerk in Südafrika. Im Jahr 1974 begann zudem die Produktion von Lokomotiven.
Ende 1986 stellte General Motors den Betrieb seiner südafrikanischen Tochtergesellschaft aus politischen Gründen ein.

### Delta Motor Corporation
Mit dem Rückzug von GM wurde die Delta Motor Corporation von ehemaligen GMSA-Führungskräften gegründet. Dem neuen Unternehmen wurde ein Kredit von 44 Millionen Dollar gewährt und eine Teilelieferung aus den USA und aus Deutschland (Opel) garantiert. Zudem gab es verschiedene Geheimvereinbarungen, um den Geschäftsbetrieb von Delta zu unterstützen.
Das von Delta gegründete Motorsportteam Delta Motorsport war außerordentlich erfolgreich und konnte beispielsweise bis 1989 die nationale "Group N"-Tourenwagenmeisterschaft dreimal in Folge gewinnen.
Im Jahr 1995 wurde Delta zum größten südafrikanischen Pick-up-Exporteur nach Afrika. Ein Jahr später begann die Produktion im Montagewerk in Struandale.

### Rückkehr von GM
Nach dem Ende der Apartheid kaufte GM Ende 1997 einen Anteil von 49 % an der Delta Motor Corporation (nach anderen Quellen 47 %) Im Jahr 2004 erwarb General Motors die verbleibenden 51 % und benannte das Unternehmen wieder um.
Im Jahr 2014 zählte GM in Südafrika 1800 Mitarbeiter.

## Besondere Modelle
General Motors stellte in Südafrika eine Vielzahl von Modellen und Marken her. Montiert wurden zunächst die Marken Chevrolet, Oakland, GMC, Buick, Pontiac, Oldsmobile und Vauxhall, ab 1930 kamen Cadillac, Bedford und Opel dazu. Für Opel wird auch das Jahr 1937 genannt. Auch australische GM-Modelle wie zum Beispiel der Holden Monaro wurden in Südafrika montiert.
Ab 1968 produzierte GMSA ein Modell auf Basis des Opel Rekord C und vertrieb dieses unter dem neuen Markennamen Ranger. Das Modell basierte zumindest teilweise auf einem Vauxhall-Entwurf und sollte ursprünglich als Vauxhall Ranger eingeführt werden. Grund für die Namensänderung soll der schlechte Ruf der Marke Vauxhall gewesen sein. Die Produktion endete 1970 oder 1973.
Anfang der 1970er Jahre wurde der Vauxhall Firenza in Südafrika als Chevrolet Firenza hergestellt. Der Chevrolet Firenza CanAm (in der Werbung auch Little Chev genannt) wurde mit dem 5-l-V8-Motor des Camaro versehen und zu Homologationszwecken in 100 Exemplaren gebaut. Mit 290 PS beschleunigten die ausschließlich in Weiß mit schwarzer Motorhaube ausgelieferten Fahrzeuge auf eine Höchstgeschwindigkeit von rund 230 km/h.
Im Jahre 1976 wurde der Chevrolet Nomad – ein offenes Freizeitfahrzeug – hergestellt, der zu 88 % (nach Gewicht) aus inländischer Produktion stammte. Bei diesem knapp 3,50 m langen Fahrzeug wurden die Hinterräder von einem 4-Zylinder-Motor mit 2,5 l Hubraum und 65 kW Leistung angetrieben.
Seit 1971 werden von GMSA Modelle der Marke Isuzu gefertigt. Nachdem bereits 1978 die Marken Holden, Vauxhall und Bedford in Südafrika eingestellt worden waren, firmierte das gesamte montierte Pkw-Programm von GMSA ab 1982 unter dem Namen Opel.
Ende der 1980er Jahre baute GMSA eine auf 170 PS gesteigerte Version des Opel Kadett als Superboss. Es handelte sich um das bis dahin stärkste je gebaute Kadett-Modell. Von 1995 bis 1997 bot Delta den Opel Kadett 200ts (die Stufenheckversion als Astra 200ts) an, der bei 2 Litern Hubraum 202 PS leistete und eine Höchstgeschwindigkeit von 235 km/h erreichte.
Im Jahr 2003 wurde in Südafrika teilweise wieder der Markenname Chevrolet eingeführt.
Von 2006 bis 2009 wurde in Südafrika der Hummer H3 gefertigt.
Im Jahr 2014 wurden bei GM in Südafrika einerseits von Isuzu Trucks South Africa Isuzu-Modelle (KB-Pick-ups, Lieferwagen der N- und F-Serien) sowie andererseits der Opel Corsa in verschiedenen Ausführungen produziert. Als montierte Modelle werden zudem der Chevrolet Spark und ein kleiner Chevrolet Pick-up genannt.